# جون بولمان
هربرت جون بولمان (بالإنجليزية: John Pulman)‏  (12 ديسمبر 1923 - 25 ديسمبر 1998)  كان لاعب سنوكر إنجليزي محترف ولقد فاز ببطولة العالم للسنوكر لأول مره عام 1957 بعد ذلك فاز بالبطولة عام 1964 واستمر في الفوز حتى عام 1968.

## روابط خارجية
- جون بولمان على موقع CueTracker.net (الإنجليزية)
- جون بولمان على موقع بطولة العالم للسنوكر (الإنجليزية)